# Löwenherz
Löwenherz (нім. Левове Серце) — настільна гра в німецькому стилі, розроблена Клаусом Тоубером і опублікована в 1997 році видавництвом Goldsieber німецькою мовою та Rio Grande Games англійською. Оновлене видання під назвою Löwenherz: Der König kehrt zurück («Левове серце: Король повертається») німецькою та Domaine англійською мовами було випущено у 2003 році видавництвами Kosmos німецькою та Mayfair Games англійською мовами.  

## Розробка
Ідея створення Löwenherz виникла під час розробки гри Колонізатори. Тойбер вважав, що гра, спочатку названа Колонізація, яка показувала відкриття та заселення острова з конфліктами за територію, була занадто складною та потребувала багато ресурсів, тому він розділив її на три окремі ігри. Третю частину, з якої згодом постала Löwenherz, він відхилив на певний час. Частина з відкриттям острова вийшла в 1996 році як Entdecker, а середня частина — заселення, стала Колонізаторами Катана вже в 1995 році.
Löwenherz отримала Deutscher Spiele Preis у рік свого випуску та потрапила до списку рекомендацій для нагороди Spiel des Jahres.
У 2003 році вийшла нова версія під назвою Löwenherz – Der König kehrt zurück, яка натякає на довгу відсутність Річарда Левине Серце, з оновленим дизайном та спрощеними правилами у видавництві Kosmos. Паралельно гра вийшла як комп'ютерна версія від Dartmoor-Softworks та онлайн-версія у світі Catan Online. Видання Kosmos посіло 5 місце у Deutscher Spiele Preis 2003 року.